# Getande zeeduivels
Getande zeeduivels (Neoceratiidae) zijn een familie van straalvinnige vissen uit de orde van Vinarmigen (Lophiiformes).

## Geslacht
- Neoceratias Pappenheim, 1914